# Richard Titmuss
Richard Morris Titmuss, född 16 oktober 1907 i Stopsley nära Luton i Bedfordshire, död 6 april 1973 i London, var en brittisk socialpolitisk forskare.

## Biografi
Titmuss arbetade inledningsvis i försäkringsbranschen men kom att intressera sig för samhällsfrågor. Hans första bok, Poverty and Population, publicerades 1936. Han gick vid denna tid med British Eugenics Society. Under andra världskriget var han rådgivare åt Ministry of Economic Warfare gällande statistik över Tysklands befolkning. Efter kriget etablerade han tillsammans med Jerry Morris en socialmedicinsk forskningsenhet finansierad av Medical Research Council. Han blev professor vid i socialadministration vid London School of Economics (LSE) från 1950 till 1973. Han var ett ledande namn inom brittisk socialpolitisk forskning och fungerade även som rådgivare åt brittiska Labourpartiet.
Titmuss studerade frågor kring altruism och solidaritet, bland annat i boken The Gift Relationship (1970) där han jämförde hur bloddonation i Storbritannien respektive USA hade organiserats olika.
I sina studier av välfärdsstaten identifierade Titmus tre typer av välfärdsmodeller: den residuala (en liberal välfärdsstat där endast de mest utsatta får stöd), en prestationsbaserad modell (där individens arbetsmeriter och prestation avgör stödet) och den institutionella modellen (med omfattande statliga program karaktäriserade av omfördelning, och medborgarnas sociala rättigheter inte avgörs av deras status på arbetsmarknaden).
För att minska klasskonflikterna och orättvisorna i samhället förespråkade han omfördelning av resurser. Han ansåg att marknaden omöjligt skulle kunna ta hand om ett helt lands medborgare, och därför var det statens uppgift att se till att ingen hamnade utanför.
Titmuss var far till den kände feministen Ann Oakley.